# Urianchajci
Urianchajci (mongolsky Урианхай) je jméno několika příbuzných mongolských etnických skupin připomínaných od 13. století.
Ve 13. století popsal Rašíd ad-Dín lesní Uriangchajce jako vzdálený sibiřský lid, žijící v chatrčích z březové kůry a živící se lovem. Není jasné, zda patřili k mongolským, tunguzským či turkickým kmenům. Od lesních Uriangchajců Rašíd ad-Dín bezpečně odlišuje mongolský rod Urianchajců, ze kterého pocházeli Čingischánovi generálové Dželme a Sübetej.
V 17. století se význam termínu Urianchajci v mongolštině rozšířil na všeobecné označení kmenů tunguzského, mongolského i turkického původu žijících na severozápad od Mongolska, na Altaji. Podléhali Mongolům, od roku 1757 říši Čching. Dnes tito altajští Urianchajci žijí v západním Mongolsku (v Chovdském, Bajanölgijském a Chövsgölském ajmagu; roku 1989 jich bylo 21 300) a Sin-ťiangu v počtu přes 5 000 (1999).
Jiní Urianchajci ve východním Mongolsku odvozují svůj původ od jednoho ze „šesti tümenů“ Dajan-chána. Obojí se považují za potomky výše zmíněného mongolského rodu Urianchajců.